# ビショフスグリュン
ビショフスグリュン (ドイツ語: Bischofsgrün) は、ドイツ連邦共和国バイエルン州オーバーフランケン行政管区のバイロイト郡に属す町村（以下、本項では便宜上「町」と記述する）。

## 地理
ビショフスグリュンは、オーバーフランケン東部、フィヒテル山地の心臓部に当たるオクゼンコプフ山の麓に位置する。

### 自治体の構成
この町は、公式には15の地区 (Ort) からなる。このうち小集落や孤立農場などを除く集落を以下に列記する。
- ビルンシュテンゲル
- ビショフスグリュン
- フレーバースハンマー
- ランゲン
- ヴュルファースロイト

## 歴史
1360年、ヒルシュベルクの領主が有していた領主権がニュルンベルク城伯、後のブランデンブルク＝バイロイト辺境伯に移った。
1536年にはすでに、ガラス工場があったことが明らかとなっている。1616年、グラスムヒャー家の一員であったグライナーは、火事にあったガラス工場を買い入れ、新たな成功を収めた。
1791年に、プロイセン王国統治下のホーエンツォレルン家のバイロイト侯領の一部となり、1807年のティルジットの和約でフランス領に、1810年にバイエルン王国領になった。バイエルン王国の行政改革の時代、1818年の自治体令により現在の自治体が成立した。ビショフスグリュンは、すでに20世紀の初頭から観光産業が成り立っていた。多くのスキー場やスキー学校ができた。1978年にはヴュルファースロイトが合併した。1992年からはビショフスグリュンは、健康によい気候の保養地に指定された。ビショフスグリュンでは、毎年、謝肉祭の時期にシュネーマン・フェスティバル（雪だるま祭り）と呼ばれる催しが行われ、ドイツ最大の雪だるま（ヤコプ）が作られる。
1975年から、ビショフスグリュンは、GSG-9の協力都市なった。協力関係は、相互の交流や共同での催し物といった形でなされている。

## 行政

### 議会
この町の議会は、14議席からなる。

### 首長
2020年5月からミヒャエル・シュライアー (SPD) が町長を務めている。

### 紋章
図柄: 銀地。斜め十字に組み合わされた、黒い鉱山労働者のハンマーと金のガラスがついた黒いガラス吹き棒。その上に赤いシカの頭部。

## 引用
1. ↑  https://www.statistikdaten.bayern.de/genesis/online?operation=result&code=12411-003r&leerzeilen=false&language=de Genesis-Online-Datenbank des Bayerischen Landesamtes für Statistik Tabelle 12411-003r Fortschreibung des Bevölkerungsstandes: Gemeinden, Stichtag (Einwohnerzahlen auf Grundlage des Zensus 2011)
2. ↑  Bayerische Landesbibliothek Online
3. ↑  “Haus der Bayerischen Geschichte - Bayerns Gemeinden - Gemeinde Bischofsgrün”. 2020年10月11日閲覧。